# Polyommatus dolus
Polyommatus dolus és una espècie de lepidòpter papilionoïdeu de la família dels licènids (Lycaenidae) pròpia del sud-est de França i el nord-est d'Itàlia.

## Distribució
Endèmica del sud d'Europa, on només és present al sud-est de França, concretament des del departament de l'Erau i les Cevenes fins als Alps Marítims, i a Itàlia, on es troba a l'extrem nord-oest, a cavall del Piemont i la Ligúria, així com al centre i sud de la península Itàlica, des d'Emília-Romanya fins a Calàbria.

## Descripció
Envergadura alar d'entre 29 i 34 mm. Marcat dimorfisme sexual per la diferent coloració de l'anvers. El mascle té l'anvers de color blau grisós amb un estret marge negre que s'estén per la part exterior de les venes en ambdues ales. A més, l'ala anterior presenta una gran àrea vellutada prop de la base, conseqüència de la presència d'escates androconials en aquesta àrea. La femella té l'anvers de color bru i té un punt negre a la cel·la de l'ala anterior. Revers semblant en ambdós sexes, amb el color de fons gris clar. L'ala anterior presenta una sèrie de punts negres vorejats de blanc a la part exterior i un altre punt negre aïllat més proper a la base. Ala posterior amb una sèrie de punts negres similars als de l'ala anterior, però més petits, i una franja blanca tènue que només apareix en les poblacions més occidentals.

## Hàbitat
Ambients mediterranis oberts i secs, com ara prats amb abundància de flors i matolls dispersos, així com marges de camins i clarianes. Rang altitudinal des dels 600 m fins als 1800 m. L'eruga s'alimenta de diverses fabàcies del gènere Onobrychis, com ara O. viciifolia.

## Període de vol i hibernació
Vola en una generació entre mitjans de juliol i agost. Hiberna com a eruga.

## Comportament
La femella pon els ous a les flors de la seva planta nutrícia i les erugues en consumeixen tant les flors com les fulles. Es tracta d'una espècie mirmecòfila facultativa, les erugues de la qual s'associen gairebé sempre amb formigues, sobretot Camponotus aethiops.